# Guarda Caseira Real Dinamarquesa
A Guarda Caseira da Dinamarca (em dinamarquês: Hjemmeværnet) (HJV) é o quarto ramo do serviço militar dinamarquês, preocupados exclusivamente com a defesa do território dinamarquês, agindo assim, como uma gendarmaria. O serviço é voluntário e não remunerado, exceto os mais básicos que os gastos são cobertos.